# Sikirevci
Sikirevci su općina u Hrvatskoj. Nalazi se u Brodsko-posavskoj županiji.

## Zemljopis
Sikirevci se nalaze u istočnom dijelu Brodsko-posavske županije.
Smješteni su između auto ceste Zagreb - Lipovac i rijeke Save, na državnoj cesti E73 Osijek - Slavonski Šamac

## Stanovništvo
Prema popisu stanovništva iz 2001. u općini Sikirevci živjelo je 2.707 stanovnika, raspoređenih u dva naselja.
- Sikirevci 1.969
- Jaruge 738

### Etnički sastav
- Hrvati 2.688
- Srbi 7
- Rusini 1
- ostali, nepoznato 11

| broj stanovnika | 2002  | 2037  | 1820  | 1832  | 1886  | 1805  | 1629  | 1736  | 1983  | 2187  | 2415  | 2719  | 2672  | 2755  | 2707  | 2476  | 2028  |
|                 | 1857. | 1869. | 1880. | 1890. | 1900. | 1910. | 1921. | 1931. | 1948. | 1953. | 1961. | 1971. | 1981. | 1991. | 2001. | 2011. | 2021. |

| broj stanovnika | 1682  | 1656  | 1505  | 1508  | 1505  | 1428  | 1278  | 1376  | 1628  | 1811  | 1921  | 2103  | 2062  | 2076  | 1969  | 1781  | 1490  |
|                 | 1857. | 1869. | 1880. | 1890. | 1900. | 1910. | 1921. | 1931. | 1948. | 1953. | 1961. | 1971. | 1981. | 1991. | 2001. | 2011. | 2021. |

## Povijest
Naziv Sikirevci prvi put se spominje u povijesnim dokumentima 1540. godine kao riječni prijelaz (skela). Drugi spomen je također iz vremena Osmanske vladavine 1579. godine, spominje se varoš Sikirevci (Tapu Defter - popisna lista, nahije Ravna, Požeški sandžak). Tada je bilo 31 kuća s baštinama. Nakon oslobađanja od Turaka Sikirevci su bili vojno graničarsko selo. Od sredine 18. stoljeća selo je urbanizirano ušoravanje - stjerivanje kuća u red. Tu je bilo sjedište 5. kumpanije (satnije), Brodske regimente (pukovnije). Selo Sikirevci su prigodom kanonske vizitacije 1748. godine imali 41 kuću s 298 odraslih žitelja i 100 djece. Stanovnici su bili vojnici-graničari i seljaci. Starosjedilačke familije (rodovi)od 1698. godine u Sikirevcima su: Jarić, Rakitić, Nikolić, Galović, Živić, Lučić, Marković, Benaković, Dimšić, Dorić, a kasnije od 1725. godine: Bašlinović, Radovanović, Šarčević, Zečević, Bilokapić, Čivić, Tursun, Lovrić...
Prvi spomen rkt. župe Sikirevci navodi se 1670. godine, kada je biskup Matej Belinić pod turskom vlašću u župi toga naziva obavio krizmu. Nakon oslobađanja od Turaka župa se zadnji put spominje 1695. godine, od tada filijala župe Velika Kopanica. Prva zidana crkva sagrađena je 1776. godine, a prije toga je bila samo kapela sa zvonikom. Župa je ponovno osnovana 1789. godine, a današnja crkva izgrađena je 1848. godine.
Trivijalna škola je prva otvorena u Sikirevcima 1775. godine kada je preseljena iz Kopanice u sjedište kumpanije (vojne uprave). Prvi učitelj je bio Ivan Hartel. Kasnije se osniva pučka škola 1830. godine.
Općina Sikirevci prvi puta je ustrojena kao administrativna uprava 1873. godine nakon razvojačenja Vojne krajine. Nakon Domovinskog rata ponovna općina ustrojena je 1997. godine izdvajanjem iz, gospodarski razvijenije, općine Slavonski Šamac.

## Obrazovanje
Sikirevci imaju svoju osnovnu školu koja je nastala izdvajanjem iz Osnovne Škole "Josip Kozarac" Slavonski Šamac("OŠ Sikirevci").

## Šport
- NK Sikirevci

NK "Sikirevci" u sezoni 2005./06 plasirao se u I. županijsku nogometnu ligu. NK "Sikirevci" od 1964. organizira tradicionalni Nogometni turnir Sikirevci, na kojem nastupaju ekipe iz slavonske i bosanske Posavine. To je jedan od najstarijih turnira u Hrvatskoj.
U Jarugama djeluju dva kluba koji se natječu u 2. i 3. županijskoj ligi.
- NK Sloga Jaruge
- NK Kuna Jaruge

## Vanjske poveznice
- Službene stranice Općine Sikirevci  Arhivirana inačica izvorne stranice od 18. prosinca 2014. (Wayback Machine)